# ماكس كيلمان
ماكسيميليان ويليام كليمان (بالإنجليزية: Maximilian William Kilman)‏ (مواليد 23 مايو 1997) هو لاعب كرة قدم إنجليزي محترف يلعب كمدافع لفريق وولفرهامبتون واندررز في الدوري الإنجليزي الممتاز.

## النشأة
ولد في تشيلسي، لندن الكبرى، والدا كيلمان كلاهما نصف روسي ونصف أوكراني. والده من موسكو، روسيا وأمه من كييف، أوكرانيا. يتحدث كيلمان اللغة الروسية بالإضافة إلى اللغة الإنجليزية.

## مسيرته الدولية
ظهر كيلمان لأول مرة مع منتخب إنجلترا لكرة الصالات عندما كان يبلغ من العمر 18 عامًا. وولعب 25 مباراة دولية مع منتخب الأسود الثلاثة. توقفت مسيرة كيلمان في كرة الصالات عندما وقع مع فريق وولفرهامبتون في أغسطس 2018.[بحاجة لمصدر]
يستطيع كليمان مؤهل للعب مع منتخبي روسيا أو أوكرانيا بسبب والديه. وأشار ماكس إلى أنه من المرجح أن يقبل استدعاء للمنتخب الأوكراني إذا طلب منه ذلك.